# Пустошь (Псковская область)
Пустошь — деревня в Гдовском районе Псковской области России. Входит в состав Полновской волости.

## География
Деревня находится в северной части Псковской области, в зоне хвойно-широколиственных лесов, к югу от автодороги 58К-102, на расстоянии примерно 48 километров (по прямой) к юго-востоку от города Гдова, административного центра района. Абсолютная высота — 83 метра над уровнем моря.

### Климат
Климат характеризуется как умеренно континентальный, с относительно коротким тёплым летом и продолжительной, как правило, снежной зимой. Средняя многолетняя температура самого холодного месяца (января) составляет −8°С, температура самого тёплого (июля) — +17,4°С. Среднегодовое количество осадков — 684 мм.

### Часовой пояс
Деревня Пустошь, как и вся Псковская область, находится в часовой зоне МСК (московское время). Смещение применяемого времени относительно UTC составляет +3:00.

## История
До 2015 года населённый пункт входил в состав ныне упразднённой Первомайской волости.

## Население
| 2001 | 2002 | 2010 |
| ---- | ---- | ---- |
| 2    | →2   | ↘0   |

Согласно результатам переписи 2002 года, в национальной структуре населения эстонцы составляли 100 %.

## Известные жители
- Варес, Алексей Михайлович (1907—1990) — врач-педиатр, Герой Социалистического Труда (1969).